# Alan Grafen
Alan Grafen est un éthologue et biologiste de l'évolution écossais. Professeur et chercheur à l'université d'Oxford, il publie régulièrement dans la presse scientifique.
Ses travaux sont axés sur théorie des jeux en biologie. Il est élu membre de la Royal Society en 2011.
Il s'est par ailleurs distingué en éditant, en 2006, avec le zoologue Mark Ridley, un festschrift inititulé Richard Dawkins: How a Scientist Changed the Way We Think honorant les travaux de son collègue Richard Dawkins, lui aussi professeur à Oxford.